# Yoshihiro Takahashi
Yoshihiro Takahashi (高橋義廣, Takahashi Yoshihiro, Higashinaruse te Akita, 18 september 1953) is een Japans mangaka. Hij tekent manga onder het pseudoniem よしひろ (Yoshihiro gespeld in hiragana).
In de jaren 1960 had Takahashi een grote interesse in het tekenen van coming of age-verhalen. Hij tekende toen reeds kleine strips voor een aantal kranten en tijdschriften. Zijn eerste manga was Shitamachi Benkei. In 1984 vergaarde hij succes met de manga Ginga: Nagareboshi Gin, ook bekend als Silver Fang. Het verhaal gaat over een hond die op zoek gaat naar andere honden om samen een beer genaamd Akakabuto te verslaan. In 1987 won hij er de Shogakukan Manga-prijs voor shonen manga mee.
In 1999 begon Takahashi aan het vervolg op Ginga: Nagareboshi Gin, getiteld Ginga Densetsu Weed. Het werd een groot succes en werd verwerkt tot een anime in 2005. Takahashi is bekend als de eerste mangaka die een strip tekende met een puppy als hoofdpersonage.
Takahashi was op 3 en 4 september 2011 te gast op Tracon, de Finse beurs voor role-playing games en anime te Tampere. Dit was zijn eerste bezoek aan Finland en waarschijnlijk ook zijn eerste ervaring als eregast op een evenement buiten Japan.

### Manga
- Genkotsu Boy (げんこつボーイ) (1974)
- Akutare Kiyojin (Giants) (悪たれ巨人 (ジャイアンツ)) (1976)
- Shiroi Senshi Yamato (白い戦士ヤマト) (1978)
- Otoko no Tabidachi (男の旅立ち) (1981)
- Aozora Fishing (青空フィッシング) (1982)
- Tosaō (土佐王) (1982)
- Sho to Daichi (翔と大地) (1983)
- Ginga: Nagareboshi Gin (銀牙流れ星銀) (1983)
- Kacchū no Senshi Gamu (甲冑の戦士 雅武) (1988)
- Great Horse (グレートホース) (1990)
- Drunk! (どらんく!) (2002)
- Ama Kakeru Toki (天翔ける瞬間) (1991)
- Byakuren no Fangu (白蓮のファング) (1993)
- Takahashi Yoshihiro no Inu to Kurashitai (高橋よしひろのイヌと暮らしたい) (1994)
- Shōnen to Inu (少年と犬) (1994)
- Kotō no Bōkensha (孤島の冒険者) (1995)
- Kyōko no Shura (恭子の修羅) (1995)
- FANG (1998)
- Kandō Ō Retsuden 2 (感動王列伝 2) (1998)
- Ichi Geki (一撃) (1999)
- Ginga Legend Weed (銀牙伝説ウィード) (1999)
- Ginga Legend Riki (銀牙伝説リキ) (2000)
- Ginga Seiken Densetsu Meteor Gin (銀牙聖犬伝説 Meteor Gin) (2000)
- Lassie (ラッシー) (2001)
- Taishi – Haruka Naru Michi (大志 - 遥かなる道) (2001)
- Boku no Inu, Boku no Weed (ぼくの犬僕のウィード) (2001)
- Ginga Densetsu Weed Gaiden (銀牙伝説ウィード外伝) (2001)
- Ginga Densetsu Weed Gengashū (銀牙伝説ウィード 原画集) (2002)
- Ginga Densetsu Weed Meishōbu Retsuden (銀牙伝説ウィード - 名勝負列伝) (2003)
- Gajō no Kettō Hen (牙城の血闘編) (2005)
- Ginga Densetsu Weed Tokubetsu Han (銀牙伝説ウィード特別版) (2005)
- Ginga Nagareboshi Gin Shin Gaiden (銀牙流れ星銀 真・外伝) (2009)
- Ginga Legend Weed: Orion (銀牙伝説ウィードオリオン) (2009)
- Ginga Densetsu Weed Special Tabidachi Hen (銀牙伝説ウィードスペシャル 旅立ち編) (2009)
- Ginga Densetsu Weed Special Senshi no Shōmei Hen (銀牙伝説ウィードスペシャル 戦士の証明編) (2009)
- Ginga Densetsu Weed Special Inuzoku no Tsutome Hen (銀牙伝説ウィードスペシャル 犬族の務め編) (2009)
- Ginga Densetsu Weed Special Otoko no Yakusoku Hen (銀牙伝説ウィードスペシャル 男の約束編) (2009)
- Ginga Densetsu Weed Special Taiman Shōbu Hen (銀牙伝説ウィードスペシャル タイマン勝負編) (2010)
- Ginga Densetsu Weed Special Taishō no Utsuwa Hen (銀牙伝説ウィードスペシャル 大将の器編) (2010)
- Ginga Densetsu Weed Special Dōshu Taiketsu Hen (銀牙伝説ウィードスペシャル 同種対決編) (2010)
- Ginga Densetsu Weed Special Uketsuga Reshi Kiba Hen (銀牙伝説ウィードスペシャル 受け継がれし牙編) (2010)
- Ginga Nagareboshi Gin Shin Gaiden 2(銀牙ー流れ星銀ー真・外伝 2) (2010)
- Ginga Densetsu Anju to Jirōmaru (銀牙伝説 杏樹と次郎丸) (2011)
- Ginga Densetsu Weed Best Selection Sai (1)(銀牙伝説ウィードベストセレクション最 1) (2013)
- Ginga Densetsu Weed Best Selection Sai (2)(銀牙伝説ウィードベストセレクション最 2) (2013)
- Ginga Densetsu Weed Best Selection Hou (1)(銀牙伝説ウィードベストセレクション 法 1)(2014)
- Ginga Densetsu Weed Best Selection Hou (2)(銀牙伝説ウィードベストセレクション 法 2)(2015)
- Ginga Densetsu Akame (銀牙伝説　赤目) (2014)
- Ginga: The Last Wars (銀牙〜THE LAST WARS〜) (2015)

### Kortverhalen
- Shitamachi Benkei (下町弁慶) (1971)
- Tosaō (土佐王)
- Revenger (リベンジャー)
- Fire's Funsensu (ファイヤーズ奮戦す)
- Rō Ō (老王)
- Itoshi no Dino (愛しのディーノ)
- Hanako to Kurasu (花子と暮らす)
- Nagare Ashi(?) (流れ挙士)
- Saraba! Kita no Ōkami (さらば ! 北の狼)
- Bear Hunter – Fubuki-gō (ベアハンター吹雪号)
- Hakugin no Teiō (白銀の帝王)
- Black Cobra (ブラック コブラ)
- Moon Kid (ムーンキッド)
- Kubiwa - Shōnen to Inu (首輪-少年と犬)
- Sensei no Inu (先生の犬)
- Lead - Seinen to Inu (糸岡 (リード) - 青年と犬)
- Honō no Inu (炎の犬)
- Obāsan no Inu (おばあさんの犬)
- Amígo · Ken (アミーゴ · 犬)
- Shiroi Yamainu (白い山犬)
- Fureai Story – Yūta to Shiro (ふれあい ストーリー – ゆうたとシロ)
- Wagaya no Mel (我が家のメル)
- HANAKO
- Lonely Ron (ロンリーロン)
- Shion no Kaze (シオンの疾風)
- Mel no Tabidachi (メルの旅立ち)
- Ganin (牙忍)
- Kai no san kyōdai (甲斐の三兄弟)
- Chōmon no Tabi (弔問の旅)
- Karadaki no Tomon (枯滝の十文)
- Shin Gaiden Benizakura Hen (真外伝紅桜編)
- Furukawa Masaaki Monogatari – Kowareta Radio (古川昌明物語 –壊れたラジオ–)[4]
- J-League no Kaze
- Grand Slam